# Друга англо-афганська війна
Друга англо-афганська війна 1878 — 1880 років — колоніальна війна Англії з метою встановлення контролю над Афганістаном. Після запеклої збройної боротьби Англія вивела свої війська, досягши лояльності кабульського уряду.
Як і в Першу англо-афганську війну 1838–1842 років, англійці почали вторгнення в Афганістан внаслідок невдоволення його орієнтацією на Росію. У 1878–1879 роках англо-індійські війська під командуванням генерал-майора Фредеріка Робертса, розгромивши у кількох селищах афганців, захопили Джелалабад, Кандагар і Кабул. Зазнавши поразки, емір Шир-Алі, залишивши владу своєму сину Якуб-хану, втік у 1878 році до російських володінь.
Якуб-хан, ставши новим еміром Афганістану, уклав Гандамакську угоду 1879 року, за якою поступився Англії частиною своєї території й допустив у Кабул англійського резидента, сера Луї Каван'ярі. За кілька місяців резидента було вбито разом з його свитою, що потягнуло за собою нову війну. Якуб-хан зрікся престолу й утік під захист британців до Індії; Кабул і Кандагар були зайняті англійськими військами, а повстання афганців, що загрожували британському гарнізону в Кабулі, відбито сером Фредеріком Робертсом.
З кінця 1879 року в Афганістані розрослось народне повстання, в якому взяло участь до 100 тисяч чоловік. У липні 1880 року війська Аюб-хана, рушивши від Герата до Кандагара, завдали англійцям поразки у битві поблизу села Майванд. Проте під стінами Кандагара Мухаммед Аюб-хан був розбитий військами Робертса, що підійшли з Кабула, й утік назад у Герат. У 1881 році він знову вирушив на Кандагар, але, зазнавши поразки, втік у Персію.
У цей час Абдур Рахман, який втік від Шир-Алі до генерала Абрамова до Самарканда у 1870 році, але продовжував стежити за подіями на батьківщині, вирішив знову шукати щастя у боротьбі за престол. Навесні 1880 року він залишив Самарканд і з'явився в Афганському Туркестані, де невдовзі зібрав значну кількість прибічників.
На пропозицію командування британської армії для перемовин з Абдур Рахманом було відряджено англійського чиновника Лепела Гріффіна. В ході перемовин Абдур Рахман домігся від британців визнання правителем всього Афганістану, а не лише його східної частини, як первинно передбачалось. 22 липня 1880 року князі Східного і Середнього Афганістану проголосили Абдур Рахмана новим еміром. Встановивши у Кабулі новий уряд, англійці залишили країну.